# Club de Gimnasia y Tiro de Salta
Il Club de Gimnasia y Tiro de Salta o più semplicemente Gimnasia y Tiro è un club calcistico di Salta fondato nel 1902. I suoi colori sono l'azzurro e il bianco. Al 2012 milita nel Torneo Argentino A, la terza serie del campionato argentino. La squadra ha anche militato nella prima serie argentina.
Gioca le sue partite interne presso lo Stadio El Gigante del Norte, situato nel centro della città argentina.

## Palmarès

### Competizioni nazionali
- Torneo Argentino B: 1

2010-2011
- Torneo Federal A: 1

2023

### Competizioni regionali
- Torneo Regional Federal Amateur: 1

2020-2021

### Altri piazzamenti
- Primera B Nacional:

Secondo posto: 1992-1993, 1996-1997

## Rose delle stagioni precedenti
- 2011-2012

## Rivalità
Il principale rivale del Gimnasia è il Juventud Antoniana con la quale da vita al Clásico salteño.

## Rosa 2017
| N. |                      | Ruolo | Calciatore         |
| -- | -------------------- | ----- | ------------------ |
|    | Argentina (bandiera) | P     | Martín Perelman    |
|    | Argentina (bandiera) | P     | Ariel Paniego      |
|    | Argentina (bandiera) | P     | Marcos Mamani      |
|    | Argentina (bandiera) | D     | Luciano Estrada    |
|    | Argentina (bandiera) | D     | Facundo Vega       |
|    | Argentina (bandiera) | D     | Gastón Suso        |
|    | Argentina (bandiera) | D     | Facundo Castro     |
|    | Argentina (bandiera) | D     | Nicolás Aguirre    |
|    | Argentina (bandiera) | D     | Ignacio Ameli      |
|    | Argentina (bandiera) | D     | Leonardo Rodríguez |
|    | Argentina (bandiera) | C     | Rubén Villarreal   |
|    | Argentina (bandiera) | C     | Pablo Saucedo      |
|    | Argentina (bandiera) | C     | Gastón Valente     |

| N. |                      | Ruolo | Calciatore         |
| -- | -------------------- | ----- | ------------------ |
|    | Argentina (bandiera) | C     | Daniel Ramasco     |
|    | Argentina (bandiera) | C     | Leandro Navarro    |
|    | Argentina (bandiera) | C     | Vicente Monje      |
|    | Argentina (bandiera) | C     | Tomás Basualdo     |
|    | Argentina (bandiera) | C     | Juan Chanquia      |
|    | Argentina (bandiera) | C     | Franco Flores      |
|    | Argentina (bandiera) | C     | Miguel Guglielmi   |
|    | Argentina (bandiera) | C     | Nicolás Gianni     |
|    | Argentina (bandiera) | A     | Francisco Vazzoler |
|    | Argentina (bandiera) | A     | Diego Bielkiewicz  |
|    | Argentina (bandiera) | A     | Emiliano Piecenti  |
|    | Argentina (bandiera) | A     | Marcos Navarro     |
|    | Argentina (bandiera) | A     | Leandro Zárate     |